# 博茨瓦纳肉类委员会
25°13′11″S 25°39′46″E / 25.2196164°S 25.6628014°E
博茨瓦纳肉类委员会（英語：Botswana Meat Commission，BMC），或译波札那肉類公司，是波札那的一家以食品加工为主要业务的企業，总部位于波札那南部的洛巴策，首次成立于1931年，1965年成立，独立后收归波札那政府所有，成为该国乃至非洲最大的肉类屠宰和加工业者之一。

## 历史沿革
博茨瓦纳肉类委员会的前身是南非帝国冷藏和供应公司于1931年在洛巴策建立的一座屠宰场，但因为南非官方实行保护主义，加之缺乏殖民政府的补助，以及在与牲畜走私业者的竞争中败于下风，屠宰场经营状况不佳，最终于1937年停止营业，运营六年间的总屠宰量仅为2.1万头。进入1950年年代，南非当局放宽限制，允许从贝专纳兰进口牛肉，殖民政府随即重建了屠宰场，并监督境内的养牛业者将牛只送进工厂，以保障收益。1965年，博茨瓦纳肉类委员会成立，并在国家独立当年赎买了殖民当局所拥有的屠宰场，随即将其国有化，垄断肉类加工，生产规模亦不断扩大，同时提高生产品质，以符合欧洲市场的标准:660-661，1975年，《洛美公約》通过後，洛巴策工厂屠宰加工的牛肉得以無關稅進入歐共體，令波札那外汇收入大增，1978年，该委员会增建了一座日产量2万罐的肉类罐头厂，亦与英国合资修建了一座鞣皮厂，以加工牛皮，1983年以后，该委员会还在马翁、弗朗西斯敦建立了屠宰场，降低了北部、东北部牛肉的生产成本:662，但马翁的工场旋即关闭。委员会还在开曼群岛拥有一家保险公司，该公司每年透过自保为委员会节省15万英镑:662。由于管理不善、人才流失，该委员会曾积欠中央政府逾7,200万美元，为缓解其亏损状况，波札那政府已经决定将其私有化。

## 生产
在独立初期，旗下的洛巴策工厂的屠宰量约为13万头，随着生产技术的现代化，其年屠宰量已经提高至每年40至50万头，工厂的屠宰、分解、成品制作、包装及仓储流程均已经实现自动化，是非洲最大的肉类生产企业。现阶段，博茨瓦纳肉类委员会除了生产牛肉罐头、袋装牛肉块、腌制肉类、香肠食品外，该公司也兼营皮革、饮料、砖瓦、家具、陶器制造等产业，运营期间也曾因为口蹄疫、设施年久失修、卫生环境较差数度被迫停止营业。